# Танкер-заправник

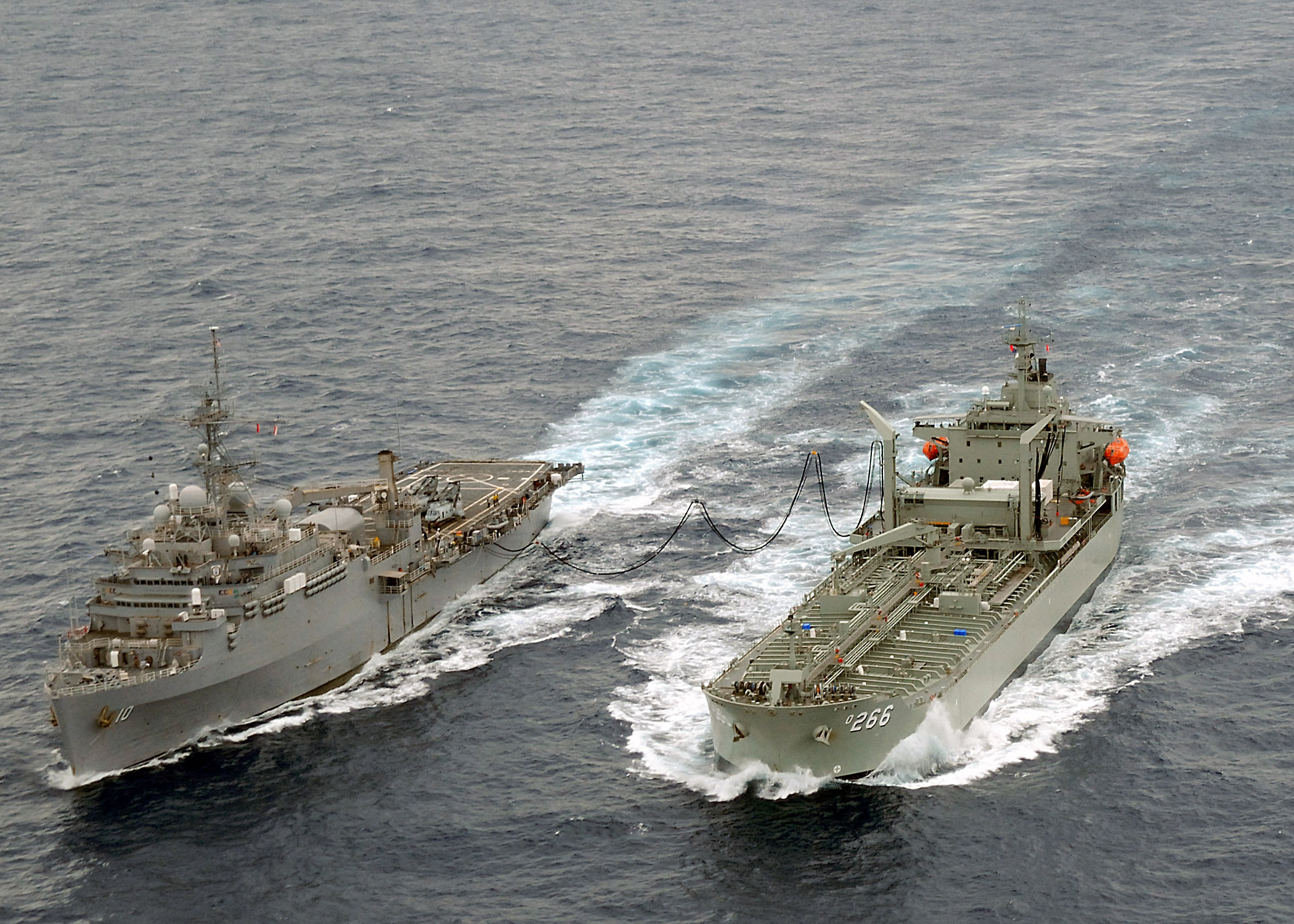
Австралійський танкер-заправник HMAS Sirius (справа) здійснює заправку паливом на ходу десантного корабля США USS Juneau

Танкер-заправник — клас допоміжних військових суден з паливними баками та трюмами для зберігання вантажів, спроможний здійснювати заправку військових кораблів паливом на ходу.

## Історія
Розвиток "заправників" розвивався паралельно з переходом від вугільних двигунів на військових кораблях до двигунів на рідкому паливі. Забезпечення флоту вугіллям у морі здійснювалося вуглярами, яких і замінили танкери-заправники.
Одним з перших танкерів-заправників для відкритого моря став британський RFA «Kharki», що служив з 1911 року напередодні Першої світової війни. Впродовж Другої світової війни військово-морські сили США, які досягли величезних розмірів, потребували гігантських кількостей мазуту, дизельного палива, газоліну, а також інших видів палива та мастил для забезпечення сухопутних, морських та повітряних операцій проти розсіяних по віддалених тихоокеанських архіпелагах японських сил. Відповідні потреби призвели до вдосконалення наявних та створення нових практик поповнення кораблів та суден рідким паливом включно з заправкою на ходу, зокрема у ворожих водах на великій відстані від власних баз.
Сучасні зразки танкерів-заправників провідних флотів є великими суднами з  водотоннажністю 30 - 49 тисяч тонн. При розподілі Чорноморського флоту Україні дістався танкер-заправник «Борис Чілікін».  У ВМС України носив ім'я «Макіївка», був виведений зі складу флоту 2000 року.

## Характеристики
У менших флотів, таких як Королівський Новозеландський військово-морський флот, танкери-заправники часто є найбільшими за розмірами одиницями у складі. Ці судна сконструйовані для перевезення значної кількості палива та вантажів для забезпечення операцій флоту на великих відстанях від баз. Також ці судна забезпечуються більш складним медичним, зокрема стоматологічним обладнанням, ніж наявне на менших військових кораблях.
Танкери-заправники оснащуються кількома заправними портами, аби мати можливість заправляти кілька кораблів чи суден одночасно. Вони можуть здійснювати заправку кораблів і суден на ходу, у той час як сухі вантажі передаються з нього за допомогою вертольотів. Завдяки власним ангарам з більшим набором обладнання, ніж ангари фрегатів та корветів, танкери-заправники можуть здійснювати технічне обслуговування бортових вертольотів цих кораблів. 
Завдяки своїм розмірам та обладнанню танкери-заправники можуть виконувати функцію корабля управління.

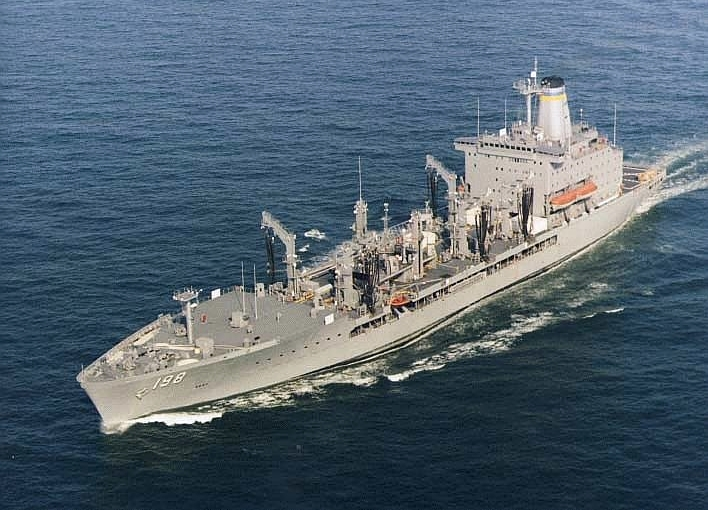
USNS Big Horn (T-AO-198) танкер-заправник США.